# Simon le Bon
Simon John Charles le Bon (Bushey, 27 oktober 1958) is de leadzanger en tekstschrijver van de popgroep Duran Duran. Hij werd geboren in Hertfordshire in Engeland en hij groeide op in Londen. Hij is getrouwd met Yasmin Parvaneh, een supermodel. Samen hebben zij drie kinderen.
Hij zong op jonge leeftijd in het kerkkoor en studeerde drama. Hij deed een aantal reclamespots en werkte in het theater. Toen hij in 1978 in Birmingham studeerde ontmoette hij de jonge band Duran Duran.

## Duran Duran
De band werd in 1978 opgericht door Stephen Duffy, maar die verliet de band een jaar later omdat hij dacht dat het nooit wat zou worden. De band ging op zoek naar een nieuwe zanger en Simon le Bon kwam in contact met de band in de nachtclub Rum Runner, waar zijn toenmalige vriendin werkte. Hij deed een auditie, het verhaal gaat dat hij in een roze luipaard-print broek aan kwam zetten, met een gedichtenbundel. Hij zong een aantal van de bestaande nummers van de band en probeerde een van zijn gedichten uit op een instrumentaal nummer van de band. Het bleek een goede combinatie en Simon gaf aan "het te willen proberen" voor de zomer. Nog geen zes weken later speelde de band regelmatig in Birmingham en Londen en stonden ze in het voorprogramma van Hazel O'Connor. Dit leidde tot een platencontract bij EMI. Het eerste album van de band werd erg populair en Simon le Bon werd beroemd met Duran Duran.

## Familie
Hij zag het jonge model Yasmin Parvaneh in een tijdschrift en belde het modellenbureau totdat hij haar achterhaald had. Zij trouwden in december 1985. Parvaneh had haar eigen carrière als supermodel. Ze hebben samen drie dochters: Amber Rose Tamara (25 augustus 1989), Saffron Sahara (25 september 1991) en Tallulah Pine (10 september 1994).

## Andere projecten
Voor Duran Duran werd heropgericht speelde Simon in de band Arcadia met mede-Duran Duranlid Nick Rhodes. Arcadia bracht slechts een album uit, het multi-platinum So Red The Rose (1986).
In 1989 richtte hij met Nick Wood en zijn vrouw Yasmin SYN Entertainment op~(Simon Yasmin Nick) in Tokio. In 2000 vormde het bedrijf SYN records en dit label heeft een aantal compilaties uitgebracht. Een solotrack van Le Bon, Dreamboy stond op de door SYN uitgebrachte soundtrack van de film Love Kills. Ook werd het Duran Duran-album Pop Trash mede-geproduceerd door SYN.
In oktober 2005 verscheen de track "Fire" van de Nederlandse trance-dj Ferry Corsten, met zang van Le Bon en een sample uit het nummer Serious.
(volledige credits: Ferry Corsten ft. Simon Le Bon - Fire (Flashover remix), verschijnt op Flashover Recordings)